# EuroVelo 3
La EuroVelo 3 o ruta de los peregrinos es una ruta ciclista transeuropea de larga distancia que forma parte de la red EuroVelo. Es conocida como la Ruta de los Peregrinos. Se inicia en Trondheim (Noruega) y finaliza en Santiago de Compostela (España). En sus 5 300 km de longitud pasa por siete países: Noruega, Suecia, Dinamarca, Alemania, Bélgica, Francia y España.

## Descripción
La ruta EuroVelo 3 es un recorrido desde el norte hasta el sur de Europa. Se cruza con algunos caminos de peregrinación y sus destinos, desde la Catedral de Nidaros en Noruega, hasta la Catedral de Santiago de Compostela en España, quedando en medio las de Colonia, Aquisgrán o Notre Dame de París.

## Países e itinerario
La ruta EuroVelo 3 tiene las condiciones, y pasa por las localidades, que se detallan a continuación. Entre paréntesis se indican los enlaces a otras rutas.

### Noruega
El primer recorrido desde Trondheim hasta Lillehammer está planificado. A partir de esta ciudad y hasta Oslo, el tramo está desarrollado y con señalización EuroVelo. Al sur de la capital, y hasta la frontera con Suecia en Halden, la ruta está desarrollada.
Itinerario en Noruega : Trondheim - Lillehammer - Dombås - Oslo -  Halden.
Para pasar a Suecia, se tiene que cruzar el estrecho de Svinesund a través de un puente.

### Suecia
El recorrido por Suecia está en desarrollo.  
Itinerario en Suecia : Strömstad - Uddevalla - Gotemburgo (EV12) - (Transbordador a Dinamarca).

### Dinamarca
El recorrido por Dinamarca está desarrollado y, en algunos tramos, con señalización EuroVelo.
Itinerario en Dinamarca: Frederikshavn (EV12) - Aalborg - Viborg - Vejen - Padborg

### Alemania
El recorrido por Alemania está todo desarrollado, con un tramo entre Wesel y Colonia, por las orillas del Rin junto a la EV4 y la EV15, que está señalizado con EuroVelo.
Itinerario en Alemania: Flensburgo - Hamburgo (EV12) - Bremen - Osnabrück - Münster (EV2) - Wesel (EV15) - Duisburgo - Düsseldorf (EV4) - Leverkusen - Colonia - Bonn - Aquisgrán.

### Bélgica
El recorrido por Bélgica está todo desarrollado y con señalización EuroVelo.
Itinerario en Bélgica: Lieja (EV19) - Namur (EV5) - Charleroi

### Francia
En Francia la ruta EuroVelo 3 es conocida como la Scandibérique. Toda la ruta está desarrollada y con señales de EuroVelo, excepto en las proximidades de París que está desarrollada.
Itinerario en Francia: Maubeuge - París - Briare - Orleans (EV6) - Tours (EV6) - Angulema - Burdeos - San Juan Pie de Puerto.

### España
En España la ruta está en desarrollo, excepto el tramo que comparte con la EuroVelo 1 desde Santo Domingo de la Calzada (La Rioja) hasta Frómista (Palencia), que está desarrollado y con señales EuroVelo.
Itinerario en España: Roncesvalles - Pamplona (EV1) - Estella - Logroño - San Millán de la Cogolla - Santo Domingo de la Calzada - Burgos - Frómista (EV1) - Carrión de los Condes - Sahagún - León - Astorga - Ponferrada - Cebrero - Sarria - Arzúa - Santiago de Compostela.